# Kobilje
Kobilje (mađarski: Kebeleszentmárton) je naselje i središte istoimene općine u sjevernoj Sloveniji. Kobilje se nalaze u istočnome dijelu pokrajine Prekmurje na granici s Mađarskom.

## Stanovištvo
Prema popisu stanovništva iz 2002. godine Kobilje je imao 570 stanovnika.

## Vanjske poveznice
- Satelitska snimka naselja, plan naselja  Arhivirana inačica izvorne stranice od 29. srpnja 2017. (Wayback Machine)